# Escut de Sant Vicenç dels Horts
L'escut oficial de Sant Vicenç dels Horts té el següent blasonament:
Escut caironat: d'argent, una palma de sinople posada en pal; ressaltant sobre el tot, una mola de sable. Per timbre, una corona de baró.

## Història
Va ser aprovat el 17 de febrer de 2005 i publicat al DOGC el 7 de març del mateix any amb el número 4337.
La mola i la palma són els atributs del martiri de sant Vicenç, patró de la localitat, i són el senyal tradicional de l'escut del municipi. La corona de baró recorda l'antiga baronia de Sant Vicenç dels Horts, ja existent al segle xv.